# Sachicasaurus
Sachicasaurus – rodzaj plezjozaura z rodziny Pliosauridae. Żył w epoce kredy wczesnej na terenie dzisiejszej Kolumbii.
Skamieniałości odnaleziono nieopodal wioski Sáchica w okolicy Villa de Leiva w Kolumbii. Znajdowały się tam skały kredy wczesnej, wieku barremskiego, tworzące formację Paja, datowaną na barrem-apt. Znalezisko odkryto w barremskim ogniwie Arcillolitas Abigarradas.

## Budowa

Porównanie wielkości z człowiekiem

Znalezione kości tworzyły najbardziej kompletny szkielet odnaleziony w tej okolicy. Brakowało jedynie dystalnego fragmentu prawej płetwy. Badania ujawniły, że szkielet należy do zwierzęcia z grupy plezjozaurów. Pozostawił je po sobie jeden z większych ich przedstawicieli. Zwierzę mierzyło prawie 10 m długości, z czego powyżej 2 m przypadało na czaszkę. Pewne cechy kości wskazują jednak, że znaleziony okaz był osobnikiem młodocianym. Znalezisko przedstawiało cechy zaawansowane ewolucyjnie. Nie brakowało mu również cech niespotykanych u innych plezjozaurów. Krótkie spojenie żuchwy, sięgające do czwartego zębodołu, uznano za autapomorfię nowego taksonu, podobnie jak zredukowaną do 17–18 liczbę zębów żuchwy. Wśród cech diagnostycznych czaszki wymienia się również przednie położenie otworu szyszynkowego, rozdwojony tylnie lemiesz, kości skrzydłowe rozdzielające pośrodkowo kości podniebienne, boczne poszerzenie kości szczękowej do tyłu od szwu łączącego kość z kością przedszczękową, obecność zębów przypominających budową kły, największe zęby D4 i Mx1 niesąsiadujące ze sobą. Kolejne cechy diagnostyczne dotyczyły smukłej kości gnykowej, 12 kręgów szyjnych pozbawionych otworów grzbietowych na trzonach, ale z otworami brzusznymi i z pojedynczymi powierzchniami stawowymi dla żeber szyjnych, przynajmniej 37 kręgów przedkrzyżowych. Jedyna cecha diagnostyczna szkieletu kończyn dotyczyła długiego wyrostka tylnego kości biodrowej.

## Systematyka
María Eurídice Páramo-Fonseca, Cristian David Benavides-Cabra, Ingry Esmirna Gutiérrez w 2018 opublikowali w Earth Sciences Research Journal pracę A new large Pliosaurid from the Barremian (Lower Cretaceous) of Sáchica, Boyacá, Colombia ("Nowy wielki pliozaur z barremu (kreda wczesna) z Sáchica, Boyacá, Kolumbia"), w której dokonali formalnego opisu nowego taksonu. Autorzy zaproponowali nazwę rodzajową Sachicasaurus. Kreatorzy wywodzą tę nazwę od miejsca znalezienia skamieniałości, Sáchica, i greckiego słowa saurus oznaczającego jaszczura. W rodzaju umieścili pojedynczy gatunek, nazwany Sachicasaurus vitae. Epitet gatunkowy pochodzi od łacińskiego słowa vita oznaczające życie. Odnosi się on do nowego życia, witalności, jakie w relacji autorów odkrycie wniosło do wioski Sáchica po dokonaniu odkrycia. Jako miejsce typowe podali Vereda Arrayan, Sáchica, Boyacá, Kolumbia, współrzędne: 5°34′17,3″N 73°31′51,3″W/5,571481 -73,530914.
Badania pozwoliły zaliczyć nowy rodzaj do grupy Pliosauroidea, a w jej obrębie do rodziny Pliosauridae oraz podrodziny Brachaucheninae. Wykazano także pokrewieństwo z innym kolumbijskim pliozaurem określanym wcześniej jako “Kronosaurus” boyacensis. Páramo-Fonseca postulowali, że mogą one należeć do tego samego rodzaju. Przeprowadzili oni analizę filogenetyczną. Wykorzystali macierz danych użyty w opublikowanej rok wcześniej pracy Fishera et al., dotyczącej krótkoszyich plezjozaurów i wprowadzającej rodzaj Luskhan. Páramo-Fonseca et al. przeanalizowali 20000 drzew największej parsymonii. Drzewo wybrane metodą strict consensus okazało się wielce niesatysfakcjonujące, pozostawiając Sachicasaurus w nierozwikłanej politomii z wieloma innymi rodzajami plezjozaurów. Jednakże pewne modyfikacje techniczne (usunięcie niestałych danych) pozwoliły na otrzymanie znacznie bardziej informatywnego drzewa. Wykazano w ten sposób, że grupą siostrzaną dla Sachicasaurus vitrae stanowi zaliczany uprzednio do rodzaju kronozaur “Kronosaurus” boyacensis, natomiast najbliższą grupę zewnętrzną tworzonego przez te 2 gatunki kladu stanowi rzeczywisty kronozaur, K. queenslandicus.